# IAX
IAX2- IAX (acrónimo para “ Inter Asterisk eXchange”) é um protocolo desenvolvido pela Digium com o objectivo de estabelecer comunicação entre servidores Asterisk. IAX é um protocol transporte, tal como o SIP, no entanto faz uso apenas de um único porto UDP (4569) tanto para sinalização como para streams RTP. O facto de utilizar apenas um porto é uma vantagem em cenários de Firewall e ou NAT. IAX2 é versão 2 do IAX. Ela é regulamentada pela RFC 5456.
Actualmente este protocolo já é utilizado, para além de comunicação entre servidores Asterisk, em telefones VoIP. Assim como existem telefones SIP existem também telefones IAX2.
IAX é usado pelo Asterisk VoIP PBX alternativo ao SIP, H.323, para conectar a outros dispositivos que suportam IAX (uma lista limitada no momento, mas com rápido crescimento). 
Atualmente está na versão 2. O Asterisk suporta tanto o IAX quanto o IAX 2.

## Propriedades Básicas
O IAX2 é um protocolo VoIP que usualmente carrega tanto a sinalização quanto os dados no mesmo caminho.  Os comandos e parâmetros são enviados e qualquer extensão tem que ter um código numérico alocado. Historicamente isso foi modelado após os dados internos passar por módulos do Asterisk.
O IAX2 utiliza um único fluxo de dados UDP (usualmente na porta 4569) para comunicar entre pontos finais, tanto para sinalização quanto para dados. O tráfico de voz é trasmitido in-band, fazendo o IAX mais fácil de ser trabalhado sobre firewalls e também atrás de NAT's. É o principal contraste com o protocolo SIP, H323 e o "Media Gateway Control Protocol" que são utilizados RTP's out-bands para entregar as informações do fluxo.
O IAX2 suporta entroncamento, e canais de multiplexação em um único link. Quando entroncado, dados de múltiplas chamadas são unidas em um único 'set' de pacotes, o que significa que um datagrama IP pode entregar informações para mais de uma chamada, reduzindo o gasto efetivo IP sem criar latência adicional. Essa é uma grande vantagem para usuários VoIP.